# Masdevallia helgae
Masdevallia helgae är en orkidéart som beskrevs av Willibald Königer och José Portilla. Masdevallia helgae ingår i släktet Masdevallia och familjen orkidéer. Inga underarter finns listade i Catalogue of Life.

## Bildgalleri

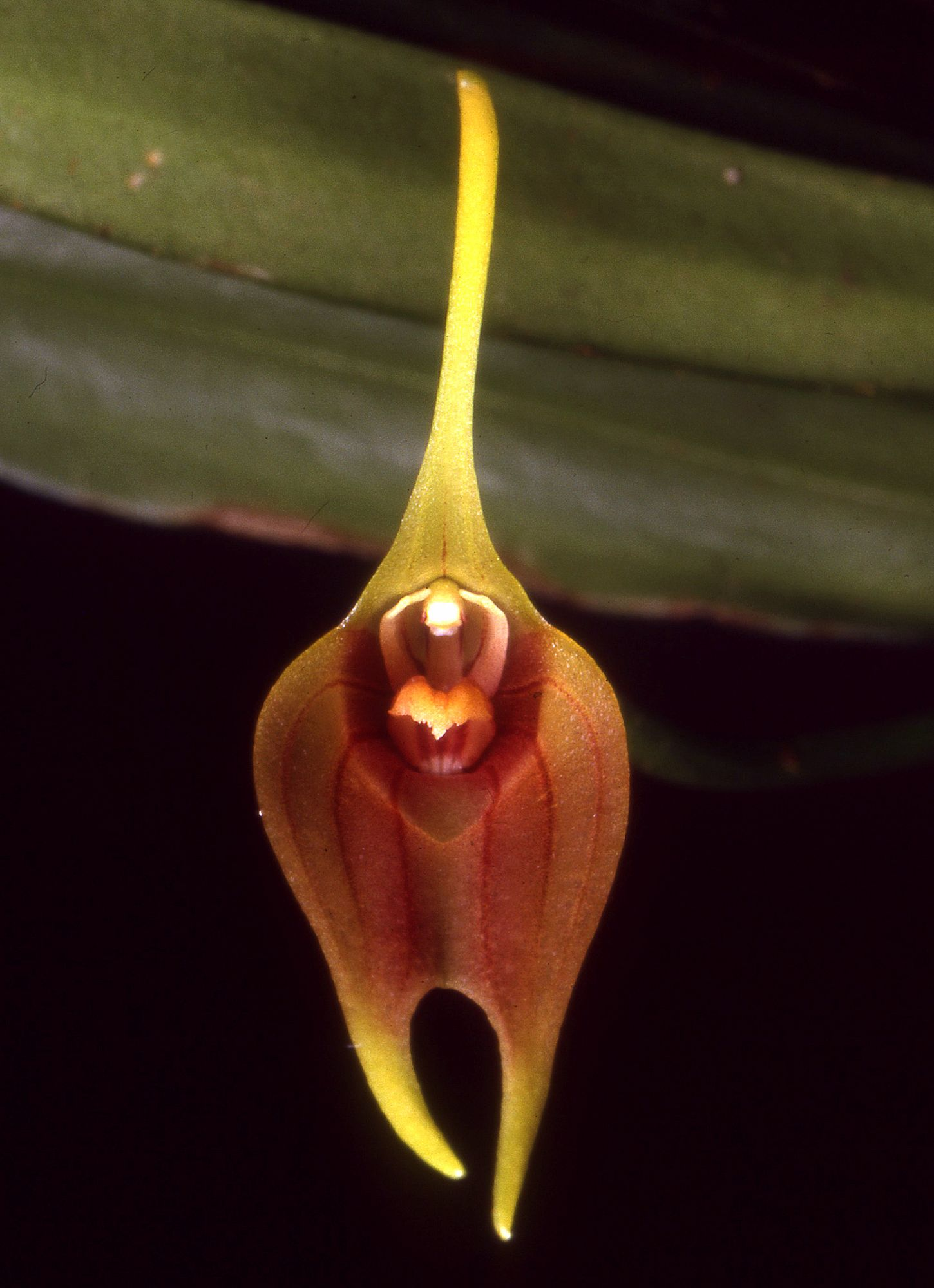